# Steve Claridge
Stephen Edward "Steve" Claridge (Portsmouth, 10 de abril de 1966) é um ex-futebolista e treinador de futebol inglês que atuava como atacante. Atualmente comanda o Salisbury. Também atua como comentarista esportivo na BBC Sport.

## Carreira de jogador
Um dos maiores "andarilhos" do futebol inglês, Claridge iniciou sua carreira nas categorias de base do Portsmouth. Disputou 828 partidas (apenas em campeonatos nacionais) e marcou 255 gols em 21 equipes diferentes (Fareham Town, Bournemouth (duas passagens), Weymouth (três passagens),Crystal Palace, Aldershot, Cambridge United (duas passagens), Luton Town, Birmingham City, Leicester City, Portsmouth (duas passagens, uma por empréstimo e outra definitiva), Wolverhampton Wanderers, Millwall (três passagens, uma por empréstimo e duas definitivas), Brighton & Hove Albion, Brentford, Wycombe Wanderers (uma passagem por empréstimo e outra definitiva), Gillingham, Bradford City, Walsall (por empréstimo), Worthing, Harrow Borough e Gosport Borough.
Após os playoffs da Divisão 1 da Southern League (sudoeste), Claridge pensou em aposentadoria definitiva como jogador, mas admitiu que pretendia seguir atuando.

## Carreira como treinador
Paralelamente à carreira de jogador, Claridge acumularia ainda as funções de técnico no Portsmouth (2000-01), Weymouth (2003-04) e Millwall (2005). Desde abril de 2015, treina o Salisbury, clube da Southern Football League (uma das divisões semi-profissionais da pirâmide futebolística do futebol inglês), em seu primeiro trabalho efetivo na função.
Ele ainda chegou a disputar 3 jogos pelos Whites, em 2017: um amistoso contra o Portsmouth (derrota por 3 a 0), um na Divisão Sudoeste, contra o Paulton Rovers (empate em 2 a 2) e mais um pela Copa da Inglaterra, na vitória por 3 a 2 sobre o Fareham Town, onde sofreu uma lesão que obrigou-o a encerrar definitivamente a carreira de jogador aos 51 anos.

## Títulos
Birmingham City
- Segunda Divisão: 1994–95
- Football League Trophy: 1994–95

Leicester City
- Copa da Liga Inglesa: 1996–97

Millwall
- Terceira Divisão: 2000–01

### Individuais
Birmingham City
- Melhor jogador da temporada: 1994–95

Portsmouth
- Melhor jogador da temporada: 1999–2000[6]